# Csehszlovákia az 1988. évi téli olimpiai játékokon
Csehszlovákia a kanadai Calgaryban megrendezett 1988. évi téli olimpiai játékok egyik részt vevő nemzete volt. Az országot az olimpián 9 sportágban 59 sportoló képviselte, akik összesen 3 érmet szereztek.

## Érmesek
| Érem  | Versenyző                                           | Sportág | Versenyszám           |
| ----- | --------------------------------------------------- | ------- | --------------------- |
| Ezüst | Pavel Ploc                                          | Síugrás | Egyéni, normálsánc    |
| Bronz | Radim Nyč Václav Korunka Pavel Benc Ladislav Švanda | Sífutás | Férfi 4 × 10 km váltó |
| Bronz | Jiří Malec                                          | Síugrás | Egyéni, normálsánc    |

## Alpesisí
Férfi
| Versenyző    | Versenyszám            | 1. futam      | 1. futam      | 2. futam | 2. futam | Összesítés | Összesítés |
| Versenyző    | Versenyszám            | Idő           | Hely.         | Idő      | Hely.    | Idő        | Helyezés   |
| ------------ | ---------------------- | ------------- | ------------- | -------- | -------- | ---------- | ---------- |
| Adrián Bíreš | Lesiklás               |               |               |          |          | 2:06,34    | 33.        |
| Adrián Bíreš | Műlesiklás             | 54,88         | 23.           | 50,25    | 15.      | 1:45,13    | 15.        |
| Adrián Bíreš | Óriás-műlesiklás       | nem ért célba | nem ért célba | kiesett  | kiesett  | kiesett    | kiesett    |
| Adrián Bíreš | Szuperóriás-műlesiklás |               |               |          |          | 1:45,33    | 23.        |
| Peter Jurko  | Lesiklás               |               |               |          |          | 2:05,32    | 29.        |
| Peter Jurko  | Műlesiklás             | 53,50         | 19.           | 48,71    | 10.      | 1:42,21    | 13.        |
| Peter Jurko  | Óriás-műlesiklás       | 1:09,21       | 35.           | 1:06,29  | 33.*     | 2:15,50    | 33.        |
| Peter Jurko  | Szuperóriás-műlesiklás |               |               |          |          | 1:46,03    | 27.        |

| Versenyző    | Versenyszám | Lesiklás | Lesiklás | Lesiklás | Műlesiklás | Műlesiklás | Műlesiklás | Műlesiklás | Műlesiklás | Műlesiklás | Műlesiklás | Összesítés | Összesítés |
| Versenyző    | Versenyszám | Lesiklás | Lesiklás | Lesiklás | 1. futam   | 1. futam   | 2. futam   | 2. futam   | Össz.      | Össz.      | Össz.      | Összesítés | Összesítés |
| Versenyző    | Versenyszám | Idő      | Pont     | Hely.    | Idő        | Hely.      | Idő        | Hely.      | Idő        | Pont       | Hely.      | Pont       | Helyezés   |
| ------------ | ----------- | -------- | -------- | -------- | ---------- | ---------- | ---------- | ---------- | ---------- | ---------- | ---------- | ---------- | ---------- |
| Adrián Bíreš | Összetett   | 1:50,24  | 36,87    | 16.      | 45,94      | 14.        | 43,00      | 8.         | 1:28,94    | 31,63      | 12.        | 68,50      | 8.         |
| Peter Jurko  | Összetett   | 1:50,29  | 37,42    | 19.      | 44,32      | 6.**       | 43,29      | 11.        | 1:27,61    | 21,14      | 8.         | 58,56      | 5.         |

Női
| Versenyző          | Versenyszám            | 1. futam      | 1. futam      | 2. futam      | 2. futam      | Összesítés | Összesítés |
| Versenyző          | Versenyszám            | Idő           | Hely.         | Idő           | Hely.         | Idő        | Helyezés   |
| ------------------ | ---------------------- | ------------- | ------------- | ------------- | ------------- | ---------- | ---------- |
| Lenka Kebrlová     | Műlesiklás             | 51,01         | 14.           | 51,11         | 13.           | 1:42,12    | 12.        |
| Lenka Kebrlová     | Óriás-műlesiklás       | 1:04,09       | 33.           | 1:11,08       | 21.*          | 2:15,17    | 23.        |
| Lucia Medzihradská | Lesiklás               |               |               |               |               | 1:27,28    | 10.        |
| Lucia Medzihradská | Műlesiklás             | 51,08         | 16.           | 51,10         | 12.           | 1:42,18    | 13.        |
| Lucia Medzihradská | Óriás-műlesiklás       | 1:03,79       | 30.           | 1:10,64       | 19.           | 2:14,43    | 20.        |
| Ľudmila Milanová   | Lesiklás               |               |               |               |               | 1:30,42    | 24.        |
| Ľudmila Milanová   | Műlesiklás             | 53,93         | 28.           | nem ért célba | nem ért célba | kiesett    | kiesett    |
| Ľudmila Milanová   | Óriás-műlesiklás       | nem ért célba | nem ért célba | kiesett       | kiesett       | kiesett    | kiesett    |
| Ľudmila Milanová   | Szuperóriás-műlesiklás |               |               |               |               | 1:23,92    | 29.        |

| Versenyző          | Versenyszám | Lesiklás      | Lesiklás      | Lesiklás      | Műlesiklás | Műlesiklás | Műlesiklás | Műlesiklás | Műlesiklás | Műlesiklás | Műlesiklás | Összesítés | Összesítés |
| Versenyző          | Versenyszám | Lesiklás      | Lesiklás      | Lesiklás      | 1. futam   | 1. futam   | 2. futam   | 2. futam   | Össz.      | Össz.      | Össz.      | Összesítés | Összesítés |
| Versenyző          | Versenyszám | Idő           | Pont          | Hely.         | Idő        | Hely.      | Idő        | Hely.      | Idő        | Pont       | Hely.      | Pont       | Helyezés   |
| ------------------ | ----------- | ------------- | ------------- | ------------- | ---------- | ---------- | ---------- | ---------- | ---------- | ---------- | ---------- | ---------- | ---------- |
| Lenka Kebrlová     | Összetett   | 1:18,43       | 30,40         | 13.           | 40,91      | 4.         | 43,47      | 9.         | 1:24,38    | 30,47      | 5.         | 60,87      | 5.         |
| Lucia Medzihradská | Összetett   | 1:18,62       | 33,34         | 15.           | 41,62      | 5.         | 42,73      | 4.         | 1:24,35    | 30,22      | 4.         | 63,56      | 6.         |
| Ľudmila Milanová   | Összetett   | nem ért célba | nem ért célba | nem ért célba | kiesett    | kiesett    | kiesett    | kiesett    | kiesett    | kiesett    | kiesett    | kiesett    | kiesett    |

* - egy másik versenyzővel azonos eredményt ért el

** - két másik versenyzővel azonos eredményt ért el

## Biatlon
| Versenyző                                           | Versenyszám      | Lövőhiba | Időeredmény | Helyezés |
| --------------------------------------------------- | ---------------- | -------- | ----------- | -------- |
| František Chládek                                   | 20 km egyéni     | 4        | 1:04:01,3   | 44.      |
| Jiří Holubec                                        | 10 km sprint     | 3        | 27:29,8     | 28.      |
| Jiří Holubec                                        | 20 km egyéni     | 5        | 1:02:08,3   | 32.      |
| Tomáš Kos                                           | 10 km sprint     | 1        | 27:13,5     | 24.      |
| Tomáš Kos                                           | 20 km egyéni     | 3        | 1:01:02,7   | 22.      |
| Jan Matouš                                          | 10 km sprint     | 1        | 26:33,3     | 16.      |
| Jan Matouš                                          | 20 km egyéni     | 3        | 59:35,3     | 14.      |
| Jaromír Šimůnek                                     | 10 km sprint     | 1        | 27:38,6     | 34.*     |
| Jiří Holubec František Chládek Tomáš Kos Jan Matouš | 4 × 7,5 km váltó | 3        | 1:30:48,8   | 11.      |

* - egy másik versenyzővel azonos eredményt ért el

## Északi összetett
| Versenyző                                 | Versenyszám | Síugrás | Síugrás | Síugrás    | Sífutás   | Sífutás | Összesítés | Összesítés |
| Versenyző                                 | Versenyszám | Pont    | Hely.   | Időhátrány | Idő       | Hely.   | Idő        | Helyezés   |
| ----------------------------------------- | ----------- | ------- | ------- | ---------- | --------- | ------- | ---------- | ---------- |
| Ján Klimko                                | Egyéni      | 198,1   | 21.     | +3:22,7    | 40:43,6   | 26.     | 44:06,3    | 27.        |
| Miroslav Kopal                            | Egyéni      | 208,7   | 12.     | +2:12,0    | 38:48,0   | 8.      | 41:00,0    | 7.         |
| Ladislav Patráš                           | Egyéni      | 196,8   | 23.     | +3:31,4    | 39:53,5   | 21.     | 43:24,9    | 21.        |
| František Repka                           | Egyéni      | 184,1   | 34.     | +4:56,0    | 39:34,1   | 16.     | 44:30,1    | 30.        |
| Ladislav Patráš Ján Klimko Miroslav Kopal | Csapat      | 573,5   | 4.      | +4:41,5    | 1:19:02,1 | 4.      | 1:23:43,1  | 6.         |

## Gyorskorcsolya
Férfi
| Versenyző  | Versenyszám | Eredmény | Helyezés |
| ---------- | ----------- | -------- | -------- |
| Jiří Kyncl | 1500 m      | 1:58,44  | 34.      |
| Jiří Kyncl | 5000 m      | 6:59,82  | 25.      |
| Jiří Kyncl | 10 000 m    | 14:27,32 | 16.      |

## Jégkorong
| Csehszlovák férfi jégkorongcsapat-játékoskeret                                                                           | Csehszlovák férfi jégkorongcsapat-játékoskeret                                                                       | Csehszlovák férfi jégkorongcsapat-játékoskeret                                                                  |
| --- | --- | --- |
| - Jaroslav Benák - Mojmír Božík - Petr Bříza - Jiří Doležal - Oto Haščák - Dominik Hašek - Miloslav Hořava - Jiří Hrdina | - Jiří Lála - Igor Liba - Dušan Pašek - Radim Raděvič - Petr Rosol - Vladimír Růžička - Bedřich Ščerban - Jiří Šejba | - Jaromír Šindel - Rudolf Suchánek - Antonín Stavjaňa - Eduard Uvíra - Rostislav Vlach - Petr Vlk - David Volek |

### Eredmények
B csoport
| Csapat           | M | Gy | D | V | G+ | G– | Gk  | P  |
| ---------------- | - | -- | - | - | -- | -- | --- | -- |
| Szovjetunió      | 5 | 5  | 0 | 0 | 32 | 10 | +22 | 10 |
| NSZK             | 5 | 4  | 0 | 1 | 19 | 12 | +7  | 8  |
| Csehszlovákia    | 5 | 3  | 0 | 2 | 23 | 14 | +9  | 6  |
| Egyesült Államok | 5 | 2  | 0 | 3 | 27 | 27 | 0   | 4  |
| Ausztria         | 5 | 0  | 1 | 4 | 12 | 29 | –17 | 1  |
| Norvégia         | 5 | 0  | 1 | 4 | 11 | 32 | –21 | 1  |

| 1988. február 13. | Csehszlovákia (TCH) | 1 – 2 (1–0, 0–1, 0–1) | NSZK | Calgary |

|  |  |  |  |  |
|  |  |  |  |  |
|  |  |  |  |  |
|  |  |  |  |  |

| 1988. február 15. | Csehszlovákia (TCH) | 7 – 5 (1–3, 2–1, 4–1) | Egyesült Államok | Calgary |

|  |  |  |  |  |
|  |  |  |  |  |
|  |  |  |  |  |
|  |  |  |  |  |

| 1988. február 17. | Csehszlovákia (TCH) | 10 – 1 (1–0, 5–0, 4–1) | Norvégia | Calgary |

|  |  |  |  |  |
|  |  |  |  |  |
|  |  |  |  |  |
|  |  |  |  |  |

| 1988. február 19. | Csehszlovákia (TCH) | 4 – 0 (2–0, 1–0, 1–0) | Ausztria | Calgary |

|  |  |  |  |  |
|  |  |  |  |  |
|  |  |  |  |  |
|  |  |  |  |  |

| 1988. február 21. | Szovjetunió (URS) | 6 – 1 (2–0, 3–0, 1–1) | Csehszlovákia | Calgary |

|  |  |  |  |  |
|  |  |  |  |  |
|  |  |  |  |  |
|  |  |  |  |  |

Hatos döntő
| 1988. február 24. | Svédország (SWE) | 6 – 2 (0–1, 3–0, 3–1) | Csehszlovákia | Calgary |

|  |  |  |  |  |
|  |  |  |  |  |
|  |  |  |  |  |
|  |  |  |  |  |

| 1988. február 26. | Finnország (FIN) | 2 – 5 (0–1, 1–2, 1–2) | Csehszlovákia | Calgary |

|  |  |  |  |  |
|  |  |  |  |  |
|  |  |  |  |  |
|  |  |  |  |  |

| 1988. február 27. | Kanada (CAN) | 6 – 3 (3–1, 1–2, 2–0) | Csehszlovákia | Calgary |

|  |  |  |  |  |
|  |  |  |  |  |
|  |  |  |  |  |
|  |  |  |  |  |

Végeredmény
A táblázat tartalmazza
- az A csoportban lejátszott
  - Kanada – Finnország 1–3-as,
  - Svédország – Finnország 3–3-as,
  - Kanada – Svédország 2–2-es, valamint
- a B csoportban lejátszott
  - Csehszlovákia – NSZK 1–2-es,
  - Szovjetunió – NSZK 6–3-as és a
  - Szovjetunió – Csehszlovákia 6–1-es mérkőzés eredményeit is.

| Csapat        | M | Gy | D | V | G+ | G– | Gk  | P |
| ------------- | - | -- | - | - | -- | -- | --- | - |
| Szovjetunió   | 5 | 4  | 0 | 1 | 25 | 7  | +18 | 8 |
| Finnország    | 5 | 3  | 1 | 1 | 18 | 10 | +8  | 7 |
| Svédország    | 5 | 2  | 2 | 1 | 15 | 16 | –1  | 6 |
| Kanada        | 5 | 2  | 1 | 2 | 17 | 14 | +3  | 5 |
| NSZK          | 5 | 1  | 0 | 4 | 8  | 24 | –16 | 2 |
| Csehszlovákia | 5 | 1  | 0 | 4 | 12 | 22 | –10 | 2 |

| Csapat        | Helyezés |
| ------------- | -------- |
| Csehszlovákia | 6.       |

## Műkorcsolya
| Versenyző                  | Versenyszám  | Kötelező elemek   | Kötelező elemek | Kötelező elemek | Rövid program     | Rövid program | Rövid program | Kűr               | Kűr        | Kűr         | Összesítés         | Összesítés |
| Versenyző                  | Versenyszám  | Több. hely. száma | Hely.           | Hely. pont.     | Több. hely. száma | Hely.         | Hely. pont.   | Több. hely. száma | Hely.      | Hely. pont. | Helyezési pontszám | Helyezés   |
| -------------------------- | ------------ | ----------------- | --------------- | --------------- | ----------------- | ------------- | ------------- | ----------------- | ---------- | ----------- | ------------------ | ---------- |
| Petr Barna                 | Férfi egyéni | 7×16+             | 15.             | 9,0             | 5×15+             | 15.           | 6,0           | 7×12+             | 12.        | 12,0        | 27,0               | 13.        |
| Iveta Voralová             | Női egyéni   | 6×21+             | 22.             | 13,2            | 7×12+             | 12.           | 4,8           | 5×19+             | 19.        | 19,0        | 37,0               | 20.        |
| Lenka Knapová René Novotný | Páros        |                   |                 |                 | 5×9+              | 9.            | 3,6           | nem indult        | nem indult | nem indult  | kiesett            | kiesett    |

| Versenyző                    | Versenyszám | Kötelező elemek   | Kötelező elemek | Kötelező elemek | Rövid program     | Rövid program | Rövid program | Kűr               | Kűr   | Kűr         | Összesítés         | Összesítés |
| Versenyző                    | Versenyszám | Több. hely. száma | Hely.           | Hely. pont.     | Több. hely. száma | Hely.         | Hely. pont.   | Több. hely. száma | Hely. | Hely. pont. | Helyezési pontszám | Helyezés   |
| ---------------------------- | ----------- | ----------------- | --------------- | --------------- | ----------------- | ------------- | ------------- | ----------------- | ----- | ----------- | ------------------ | ---------- |
| Viera Řeháková Ivan Havránek | Jégtánc     | 8×15+             | 14.             | 5,6             | 8×15+             | 15.           | 9,0           | 9×15+             | 15.   | 15,0        | 29,4               | 15.        |

## Sífutás
Férfi
| Versenyző                                           | Versenyszám     | Eredmény  | Helyezés |
| --------------------------------------------------- | --------------- | --------- | -------- |
| Pavel Benc                                          | 15 km           | 46:01,6   | 41.      |
| Pavel Benc                                          | 50 km           | 2:12:08,4 | 27.      |
| Václav Korunka                                      | 15 km           | 44:47,6   | 28.      |
| Petr Lisican                                        | 30 km           | 1:31:23,1 | 29.      |
| Petr Lisican                                        | 50 km           | 2:11:44,4 | 23.      |
| Radim Nyč                                           | 30 km           | 1:30:34,4 | 25.      |
| Radim Nyč                                           | 50 km           | 2:10:46,3 | 20.      |
| Martin Petrásek                                     | 15 km           | 46:07,8   | 43.      |
| Martin Petrásek                                     | 30 km           | 1:31:56,1 | 32.      |
| Ladislav Švanda                                     | 15 km           | 43:40,9   | 19.      |
| Ladislav Švanda                                     | 30 km           | 1:28:55,1 | 17.      |
| Ladislav Švanda                                     | 50 km           | 2:09:08,1 | 15.      |
| Radim Nyč Václav Korunka Pavel Benc Ladislav Švanda | 4 × 10 km váltó | 1:45:22,7 |          |

Női
| Versenyző                                                           | Versenyszám    | Eredmény  | Helyezés |
| ------------------------------------------------------------------- | -------------- | --------- | -------- |
| Ľubomíra Balážová                                                   | 5 km           | 16:30,9   | 30.      |
| Ľubomíra Balážová                                                   | 10 km          | 32:30,3   | 27.      |
| Ľubomíra Balážová                                                   | 20 km          | 1:02:25,0 | 33.      |
| Alžbeta Havrančíková                                                | 5 km           | 16:28,3   | 29.      |
| Alžbeta Havrančíková                                                | 10 km          | 32:59,1   | 31.      |
| Alžbeta Havrančíková                                                | 20 km          | 58:51,4   | 13.      |
| Viera Klimková                                                      | 5 km           | 16:14,1   | 22.      |
| Viera Klimková                                                      | 10 km          | 33:23,0   | 35.      |
| Viera Klimková                                                      | 20 km          | 59:22,5   | 17.      |
| Ivana Rádlová                                                       | 5 km           | 16:43,6   | 38.      |
| Ivana Rádlová                                                       | 20 km          | 1:02:25,4 | 34.      |
| Lubomíra Balážová Viera Klimková Ivana Rádlová Alžbeta Havrančíková | 4 × 5 km váltó | 1:03:37,1 | 7.       |

## Síugrás
| Versenyző                                        | Versenyszám | 1. ugrás | 1. ugrás | 2. ugrás | 2. ugrás | Összesítés | Összesítés |
| Versenyző                                        | Versenyszám | Pont     | Hely.    | Pont     | Hely.    | Pont       | Helyezés   |
| ------------------------------------------------ | ----------- | -------- | -------- | -------- | -------- | ---------- | ---------- |
| Ladislav Dluhoš                                  | Normálsánc  | 103,6    | 9.       | 87,4     | 32.*     | 191,0      | 14.        |
| Ladislav Dluhoš                                  | Nagysánc    | 99,2     | 19.*     | 90,3     | 12.      | 189,5      | 14.        |
| Jiří Malec                                       | Normálsánc  | 106,9    | 2.       | 104,9    | 4.       | 211,8      |            |
| Jiří Malec                                       | Nagysánc    | 101,0    | 14.      | 80,2     | 31.      | 181,2      | 24.        |
| Jiří Parma                                       | Normálsánc  | 102,2    | 13.      | 101,6    | 5.       | 203,8      | 5.         |
| Jiří Parma                                       | Nagysánc    | 89,2     | 35.      | 86,1     | 17.      | 175,3      | 29.        |
| Pavel Ploc                                       | Normálsánc  | 105,3    | 7.*      | 106,8    | 2.       | 212,1      |            |
| Pavel Ploc                                       | Nagysánc    | 112,7    | 3.       | 91,4     | 11.      | 204,1      | 5.         |
| Ladislav Dluhoš Jiří Malec Pavel Ploc Jiří Parma | Csapat      | 296,1    | 3.       | 290,7    | 4.       | 586,8      | 4.         |

* - egy másik versenyzővel azonos eredményt ért el

## Szánkó
| Versenyző             | Versenyszám | 1. futam | 1. futam | 2. futam | 2. futam | 3. futam | 3. futam | 4. futam | 4. futam | Összesítés | Összesítés |
| Versenyző             | Versenyszám | Idő      | Hely.    | Idő      | Hely.    | Idő      | Hely.    | Idő      | Hely.    | Idő        | Helyezés   |
| --------------------- | ----------- | -------- | -------- | -------- | -------- | -------- | -------- | -------- | -------- | ---------- | ---------- |
| Luboš Jíra            | Férfi egyes | 47,647   | 24.      | 47,569   | 22.      | 47,819   | 24.      | 47,822   | 22.      | 3:10,857   | 21.        |
| Petr Urban            | Férfi egyes | 46,917   | 15.      | 47,215   | 18.      | 47,133   | 17.      | 47,359   | 17.      | 3:08,624   | 16.        |
| Petr Urban Luboš Jíra | Kettes      | 46,388   | 12.      | 47,233   | 13.      |          |          |          |          | 1:33,621   | 13.        |